# Клейкросский тоннель

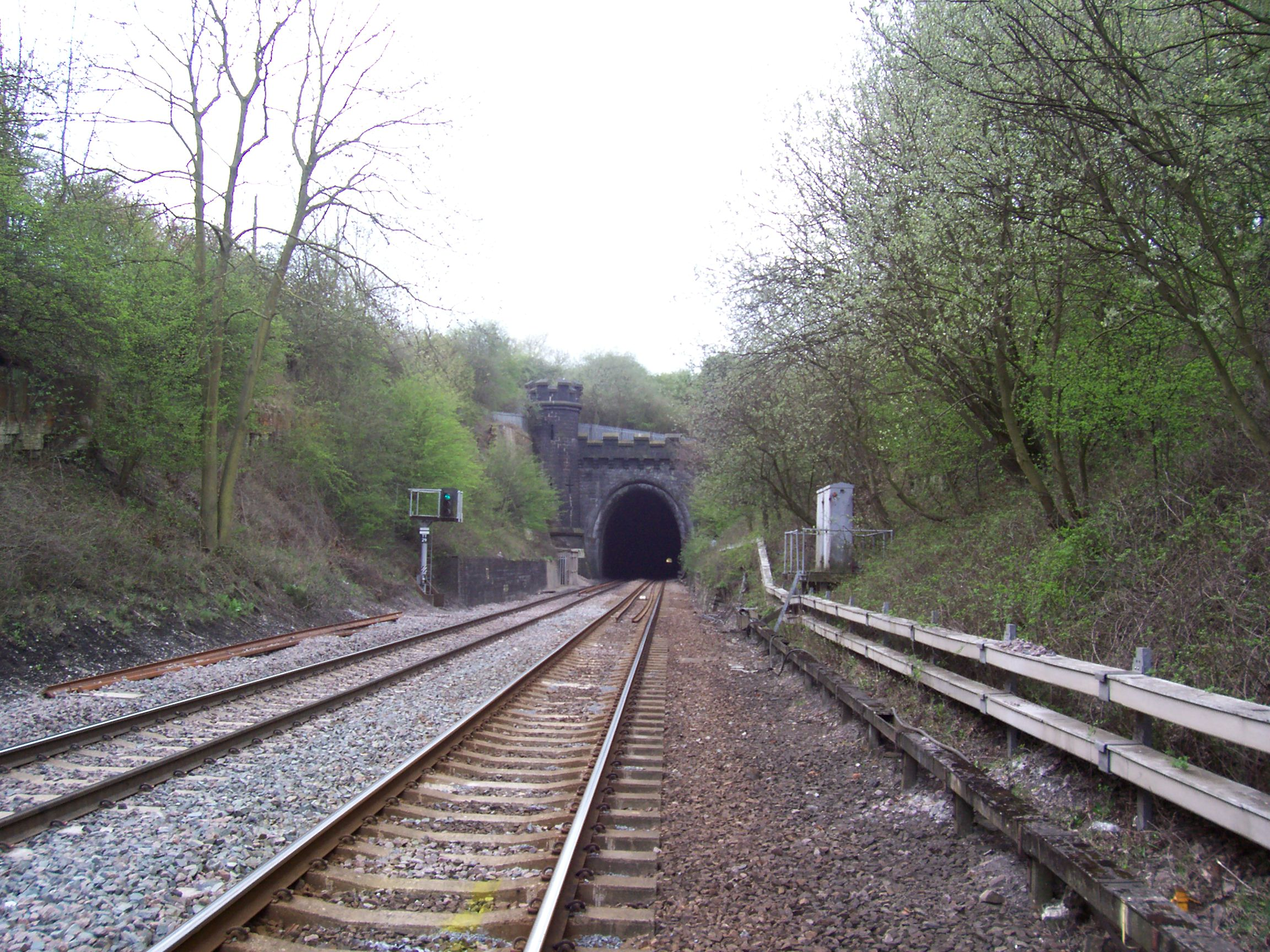
Северный портал Клейкросского тоннеля

Клейкросский тоннель (англ. Clay Cross Tunnel) — железнодорожный тоннель на магистрали Мидленда возле города Клей-Кросс, графство Дербишир, Англия. Имеет длину 1631 м. Построен для North Midland Railway в 1839 году.

## Строительство
Тоннель спроектировал Джордж Стефенсон, оценив его стоимость в 96 000 фунтов стерлингов. В декабре 1836 года North Midland Railway объявила тендер на строительство, который выиграли Харди, Коупленд и Кроппер из Уотфорда с ценой 105 400 фунтов стерлингов (9 650 000 в ценах 2019 года). Ширина тоннеля 8,8 м, высота 7,9 м с насыпью из щебня высотой 1,2 м под укладку двух железнодорожных путей. Арочный свод тоннеля построен из кирпича, скреплённого романцементом, с толщиной кладки стен и свода около 46 м, пола — 36 см. Было израсходовано около 15 миллионов кирпичей. Наибольшая глубина под поверхностью составила около 44 м.
Строительство стартовало 2 февраля 1837 года, когда началось бурение первой вентиляционной шахты в центре тоннеля. Работы сопровождались непредвиденными сложностями и в итоге обошлись в 140 000 фунтов стерлингов (12 410 000 фунтов стерлингов в ценах 2019 года). Во время строительства погибло пятнадцать человек.
В августе 1839 года сообщалось, что проходка тоннеля завершена и в течение нескольких дней будет уложен последний кирпич, однако в действительности строительство окончилось только 18 декабря 1839 года.

## Описание
Тоннель начинается в самой верхней точке бывшей железной дороги North Midland Railway в Дербишире сразу после старой железнодорожной станции Стреттон. Тоннель проходит под городом Клей-Кросс через водораздел рек Амбер и Ротер. В городе на Маркет-стрит и Хай-стрит расположены выходы вентиляционных шахт, расстояние от них до железнодорожного полотна — около 46 м вниз.
До строительства тоннеля серьёзных поисков полезных ископаемых в этом районе не проводилось. Во время строительства были обнаружены запасы угля и железа, в результате Джордж Стефенсон переехал в Тапктон-Хауз недалеко от Честерфилда и вместе с группой компаньонов купил участок земли к северу от тоннеля. Добычей занялась компания George Stephenson and Co., позже переименованная в Clay Cross Company.
Северный портал тоннеля выполнен в мавританском стиле. Вместе с южным порталом он внесен в список памятников архитектуры II категории.
У северного конца тоннеля находилась станция Клей-Кросс. Здесь к магистрали Мидленда присоединялась линия из долины Эревоша.

## Происшествия
29 марта 1844 года в тоннеле произошло столкновение грузового и пассажирского поездов, в результате которого пострадал и позже скончался машинист грузового поезда. Следовавший с грузом угля состав из-за поломки паровоза остановился на выходе из тоннеля. Машинист принял решение осуществить ремонт на месте, но, зная о пассажирском составе, следующем за ним, направил одного из проводников обратно в тоннель с красным фонарём. Однако из-за темноты и задымления машинист следующего поезда поздно увидел сигнал и не успел затормозить, на небольшой скорости столкнувшись с последним вагоном с углём. В результате состав сдвинулся на несколько метров в перёд. Машинист в этот момент находился под своим паровозом, который переехал его ноги. Пострадавший был доставлен в больницу Дерби, но от полученных ран умер через несколько часов.